# Ana Leonor de Hesse-Darmstadt
Ana Leonor de Hesse-Darmstadt (Darmstadt, 30 de julho de 1601 — Schloss Herzberg, 6 de maio de 1659) era a avó materna do rei Jorge I da Grã-Bretanha.

## Família
Ana era a segunda filha do conde Luís V de Hesse-Darmstadt e da marquesa Madalena de Brandemburgo. Seus avós paternos eram o conde Jorge I de Hesse-Darmstadt e a condessa Madalena de Lippe; os avós maternos eram o príncipe-eleitor João Jorge, Eleitor de Brandemburgo e a princesa Isabel de Anhalt-Zerbst.

## Casamento e descendência
Ana Leonor casou-se com o duque Jorge, Duque de Brunsvique-Luneburgo, no dia 14 de dezembro de 1617, num luxuoso casamento em Darmstadt, ao qual esteve presente a maioria dos príncipes alemães da época. O casal teve oito filhos:
- Madalena de Brunsvique-Luneburgo (nascida e morta em 9 de agosto de 1618).
- Cristiano Luís de Brunsvique-Luneburgo (25 de fevereiro de 1622 — 15 de março de 1665), casado com Sofia Doroteia de Schleswig-Holstein-Sonderburg-Glücksburg; sem descendência.
- Jorge Guilherme de Brunsvique-Luneburgo (16 de janeiro de 1624 —28 de agosto de 1705), casado com Leonor Desmier d'Olbreuse; com descendência.
- João Frederico de Brunsvique-Luneburgo (25 de abril de 1625 — 28 de dezembro de 1679), casado com Benedita Henriqueta do Palatinado-Simmern; com descendência.
- Sofia Amália de Brunsvique-Luneburgo (24 de março de 1628 — 20 de fevereiro de 1685), casada com o rei Frederico III da Dinamarca; com descendência.
- Ernesto Augusto, Eleitor de Hanôver (20 de novembro de 1629 — 23 de janeiro de 1698), casado com Sofia de Hanôver; com descendência.
- Doroteia Madalena de Brunsvique-Luneburgo (20 de novembro de 1629 — 17 de novembro de 1630), morreu com um ano de idade.
- Ana de Brunsvique-Luneburgo (20 de novembro de 1630 — 13 de novembro de 1636), morreu aos cinco anos de idade.